# ناپاژ

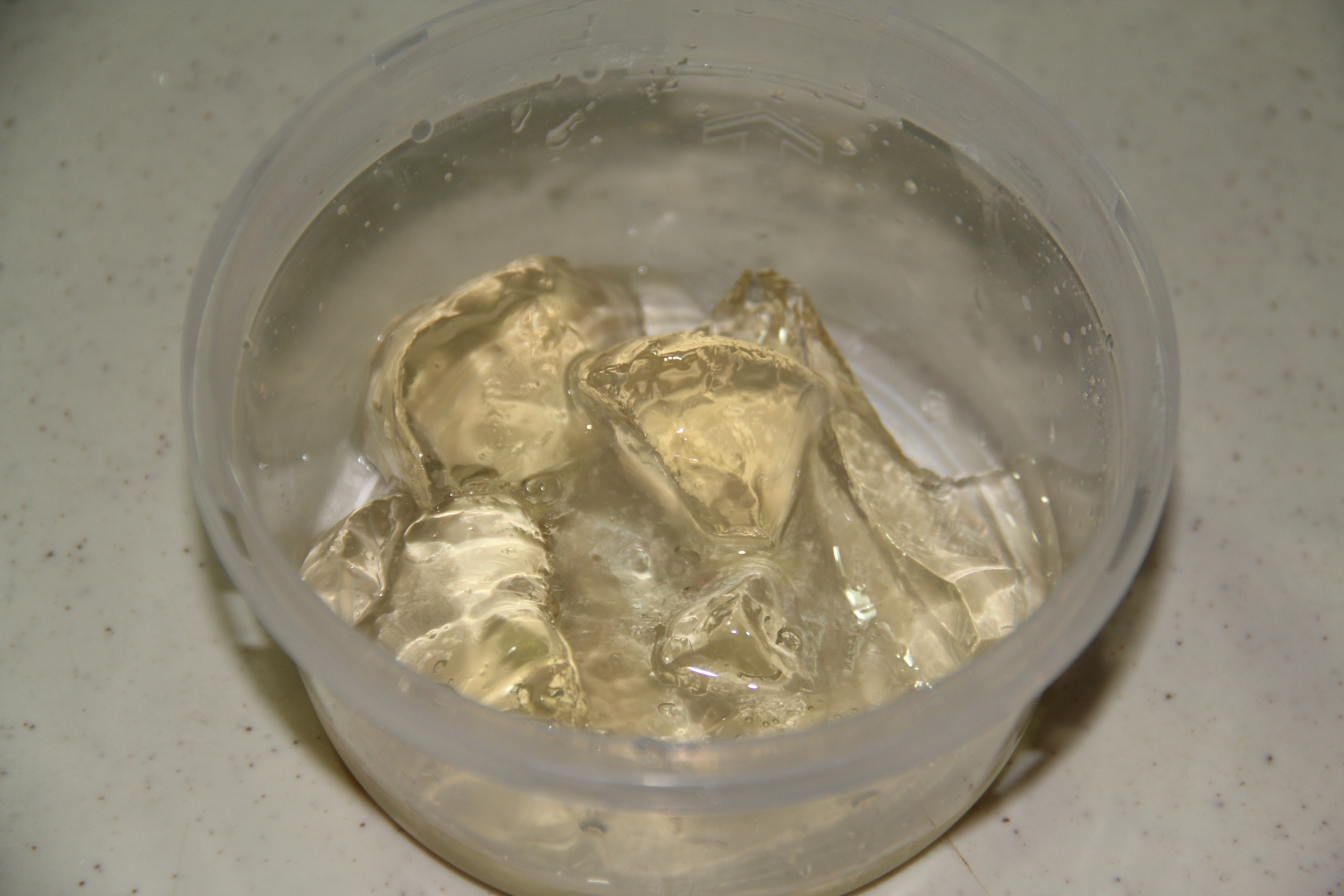
ناپاژ حاضری

ناپاژ (به فرانسوی: nappage) نوعی مربا است که برای براق و درخشان کردن سطح تارت و کیک و همچنین دیگر انواع شیرینی بکار برده می‌شود. ناپاژ در حفظ و دوام بیشتر میوه‌های روی شیرینی مؤثر است. معمولاً برای درست کردن آن در منزل بیشتر از مربای زردآلو استفاده می‌شود. برای درست کردن آن به میوه شکر و پکتین اضافه شده و مخلوط می‌شود. ناپاژ در برخی از کشورها به صورت آماده و به صورت ژله مانند درانواع مختلف مانند، ناپاژ ساده، ناپاژ زردآلو، ناپاژ توت فرنگی، ناپاژ شکلات موجوداست. هنگام استفاده از ناپاژی که خریداری شده باید حدود ۲۰ تا ۳۰ درصد وزن ناپاژ به آن آب اضافه کرد و آن را در روی حرارت قرار داد تا ناپاژ سفتی خود را از دست بدهد همچنین بعد از مخلوط کردن با سس میوه به خوبی بهم زده می‌شود تا مخلوط کاملاً یکنواخت و زلال شود. درست کردن آن در منزل نیز امکان‌پذیراست. برای درست کردن آن به مربای زردآلو کمی آب اضافه شده و در روی حرارت جوشانده می‌شود.